# Saxet decora
Saxet decora är en skalbaggsart som först beskrevs av Thomas Casey 1884.  Saxet decora ingår i släktet Saxet och familjen kortvingar. Inga underarter finns listade i Catalogue of Life.